# Myck Kabongo
Lukusa Myck Kabongo (Lubumbashi, 12 de enero de 1992) es un exbaloncestista congoleño, nacionalizado canadiense, que disputó 10 temporadas como profesional. Con 1,91 metros de estatura, jugaba en la posición de base.

## Trayectoria deportiva

### Universidad
Tras disputar en 2011 el prestigioso McDonald's All-American Game, jugó dos temporadas con los Longhorns de la Universidad de Texas, en las que promedió 10,8 puntos, 3,5 rebotes y 5,3 asistencias por partido. En su primera temporada fue incluido en el mejor quinteto de rookies de la Big 12 Conference. Al año siguiente fue investicado por la NCAA, por presuntos contactos inapropiados con un agente de jugadores, Rich Paul, el cual llevaba los contratos de los actuales jugadores profesionales Tristan Thompson y Cory Joseph. En principio fue inhabilitado para disputar la temporada 2012-13, pero finalmente su suspensión fue reducida a 23 partidos, debutando a mitad de febrero para jugar únicamente 11 partidos.
En abril de 2013 se declaró elegible para el draft de la NBA, renunciando así a los dos años de universidad que le quedaban por cumplir.

### Profesional
Tras no ser elegido en el Draft de la NBA de 2013, disputó con los Miami Heat las Ligas de Verano de la NBA, en las que promedió 2,8 puntos y 2,0 rebotes por partido. El 30 de septiembre fichó por los San Antonio Spurs para disputar la pretemporada, pero fue despedido el 15 de octubre. Dos semanas más tarde fichó por los Austin Toros de la NBA D-League como jugador afiliado de los Spurs. Jugó una temporada, en la que promedió 9,2 puntos, 4,7 rebotes y 3,5 asistencias por partido.
En septiembre de 2014 fichó por el Södertälje Kings de la liga de Suecia, pero fue cortado antes del comienzo de las competiciones. El 30 de octubre volvió a ser adquirido por los Austin Spurs con su nueva denominación, pero fue traspasado a los Fort Wayne Mad Ants. El 29 de diciembre fue despedido tras disputar 16 partidos en los que promedió 8,8 puntos y 4,1 rebotes.
El 9 de enero de 2015 fichó por los Texas Legends, pero fue despedido cinco días después tras disputar únicamente dos partidos, en los que promedió 6,0 puntos y 3,0 rebotes.
El 31 de octubre de 2015 fue elegido por los Delaware 87ers en el puesto 24, en la segunda ronda del Draft de la NBA D-League, quienes lo traspasaron esa misma noche a los Erie BayHawks. Allí jugó una temporada en la que promedió 7,1 puntos y 3,3 asistencias por partido.
El 27 de agosto de 2016 fichó por el BCM U Pitești de la Liga Națională de Rumanía.
[actualizar]
En noviembre de 2021 jugó con el Al-Rayyan de la Qatari Basketball League El 7 de diciembre se unió a los campeones sudafricanos, los Cape Town Tigers de cara a la clasificación de la BAL.
[actualizar]

## Selección nacional
En 2013 fue convocado para formar parte de la selección de baloncesto de Canadá que se preparaba para disputar el Campeonato FIBA Américas de 2013, pero su nombre no quedó en el plantel definitivo.
Posteriormente se unió a la selección de baloncesto de República Democrática del Congo y disputó el AfroBasket 2017.